# 清心福全
清心福全股份有限公司（簡稱：清心福全冷飲站）是一家起源於臺灣臺南市的連鎖式冷熱飲專賣店，加盟管理公司川億通事業有限公司於2018年合併解散後，目前由清心福全股份有限公司統籌加盟管理業務，透過加盟連鎖方式經營。目前全國除澎湖縣、連江縣、臺東縣蘭嶼鄉等外島地區無分店之外，臺灣本島各地區及金門均有分店。

## 歷史
1987年，在臺南市南區金華路二段15巷和慶南街交叉路口，設立清心冷飲站。1991年，於高雄縣湖內鄉（今高雄市湖內區）開設台灣第一家分店，後於1999年正式對外開放加盟；2000年，設立春心得意堂。2001年，清心冷飲站建立物流中心系統及配送車，並於2004年建立總倉。
2005年，創立清心福全冷飲站品牌，次年店數超過100家；2007年，成立「清心福全企業集團」。
2018年4月2日，臺北市、新北市、基隆市、桃園市等北部327家門市開放使用悠遊卡付款。
2018年12月1日，在中國大陸開設第一間店面，同月7日上海店開幕。

## 聯名活動

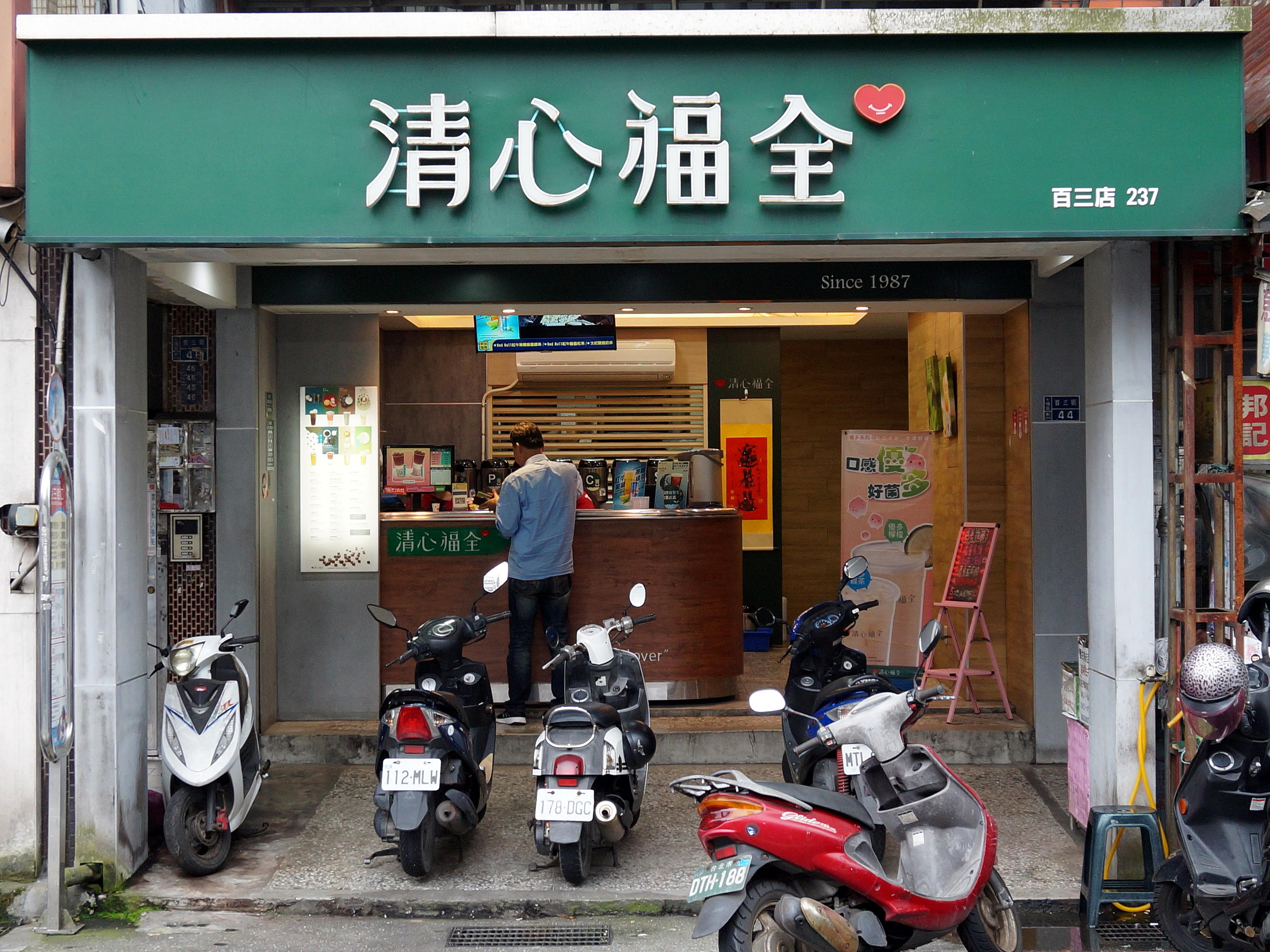
基隆市七堵區清心福全百三店

自2017年起，手搖飲品牌開始與動漫卡通合作推出跨界聯名活動，除了基本款的飲料包材、菜單與店面裝設外，也推出各式各樣的聯名商品，帶來話題與討論。其中以Hello Kitty聯名活動討論度為所有活動之冠。
蛋黃哥
- 2017年4月：黃色珍珠、塑膠袋。

Hello Kitty
- 2017年10月：粉紅粉條、飲料環保袋、公仔轉蛋、環保杯、杯墊、紅包袋。

航海王
- 2018年3月：杯緣子、造型杯、紙提袋、吸管夾。

美樂蒂
- 2019年11月：造型杯、年曆小卡、不鏽鋼吸管、環保提袋、保冰／溫袋、員工制服、封膜、標籤。

熊熊遇見你
- 2020年6月：恰好瓶、封膜、吊飾、飲料提袋。

黃阿瑪的後宮生活
- 2020年10月：造型杯、貼紙、環保提袋、吸管夾。

探險活寶
- 2021年1月：造型杯、恰好瓶、貼紙、吊飾、飲料提袋。

哥吉拉
- 2021年8月：造型杯、恰好瓶、貼紙、飲料提袋、環保提袋。

黃明志
- 2025年6月：兩個好朋友IP聯名紙杯。

## 事件
- 2014年12月，清心福全提供1,600杯飲料予受助家庭。[5]
- 2020年10月，因涉嫌協助飲料杯廠商大隆保麗龍公司作出假帳，短報回收清除處理費，清心亦短報營利所得稅。臺灣高雄地方檢察署依據詐欺罪將清心董事長、大隆廠商起訴。[6][7]

## 外部連結
- 清心福全 （页面存档备份，存于）（中文）
- 清心福全（日語）
- 清心福全-臺北市食材登錄平台 （页面存档备份，存于）
- 清心福全的Facebook專頁
- YouTube上的台灣手搖飲料第一品牌清心福全官方頻道頻道
- 台灣公司資料